# Nõmme (Martna)
Nõmme – wieś w Estonii, w prowincji Lääne, w gminie Martna.